# Zygmunt Żaba
Zygmunt Żaba (ur. 5 października?/17 października 1884 w Dunderach, zm. 5 kwietnia 1942 w Iranie) – podpułkownik piechoty Wojska Polskiego.

## Życiorys

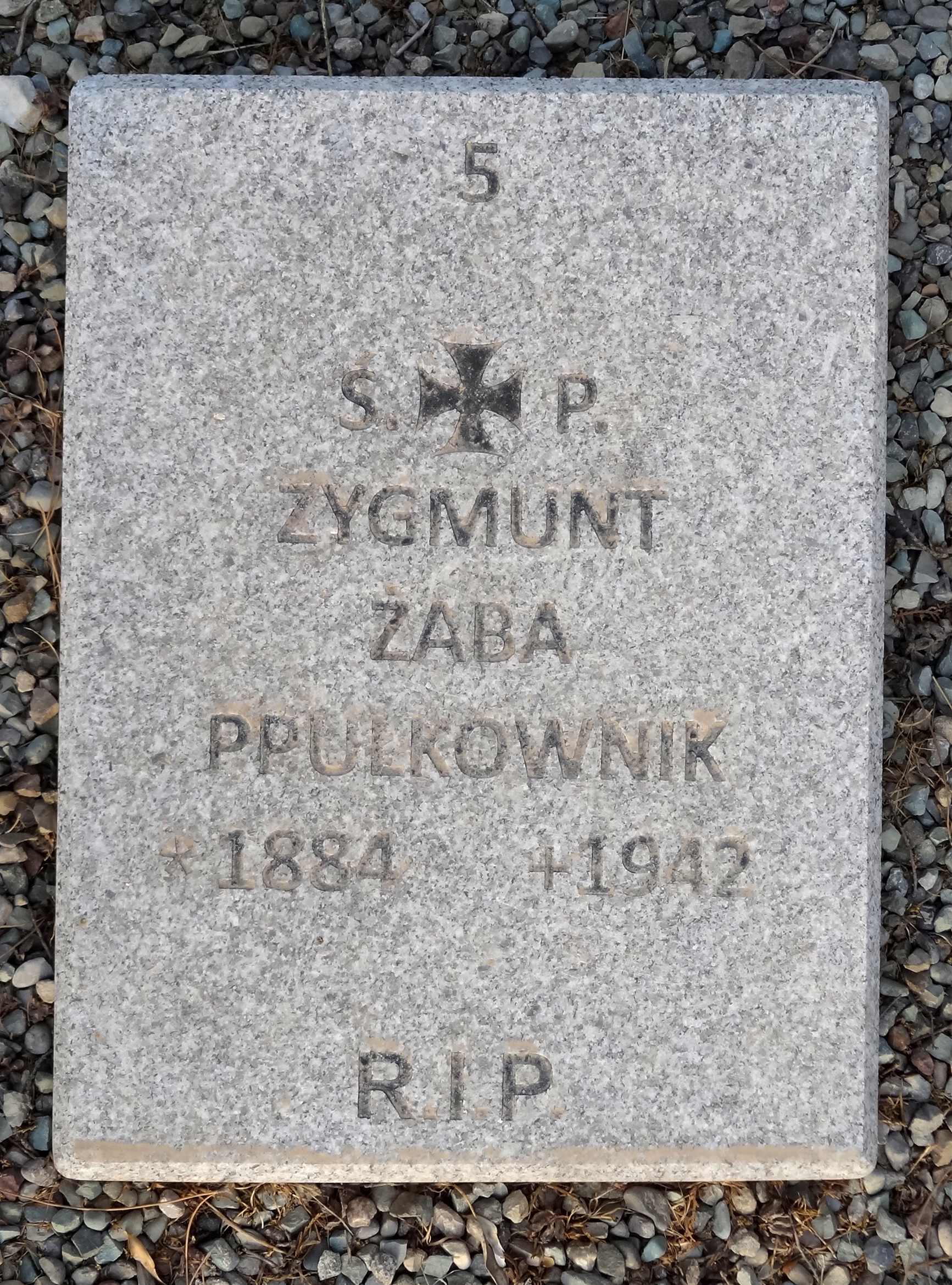
Grób ppłka Zygmunta Żaby (po remoncie cmentarza), fot. Ivonna Nowicka

Urodził się 17 października 1884 w Dunderach (powiat nowoaleksandrowski). Po zakończeniu I wojny światowej, jako były oficer armii rosyjskiej został przyjęty do Wojska Polskiego i zatwierdzony do stopnia kapitana. Został awansowany na stopień majora piechoty ze starszeństwem z dniem 1 czerwca 1919. W 1923 był p.o. dowódcy batalionu sztabowego w 16 pułku piechoty w Tarnowie. W 1924 był kwatermistrzem w 33 pułku piechoty w Łomży. Został awansowany na stopień podpułkownika piechoty ze starszeństwem z dniem 1 stycznia 1927. W maju 1927 został przeniesiony na stanowisko oficera placu Tarnopol. W 1928 był w dyspozycji dowódcy Okręgu Korpusu Nr VI. Później został przeniesiony w stan spoczynku. W 1934 jako emerytowany podpułkownik był przydzielony do Oficerskiej Kadry Okręgowej nr III jako oficer przewidziany do użycia w czasie wojny i pozostawał wówczas w ewidencji Powiatowej Komendy Uzupełnień Święciany.
Podczas II wojny światowej był podpułkownikiem Armii Polskiej w ZSRR gen. Władysława Andersa. Zmarł 5 kwietnia 1942 w Iranie. Został pochowany na Polskim Cmentarzu Wojennym w Teheranie (kwatera VIII - rząd 18 - grób 5), który położony jest na terenie cmentarza katolickiego.

## Ordery i odznaczenia
- Krzyż Walecznych
- Krzyż Zasługi Wojsk Litwy Środkowej